# Mistrzostwa Europy w Gimnastyce Sportowej 2019
Mistrzostwa Europy w Gimnastyce Sportowej 2019 – 8. edycja indywidualnych mistrzostw Europy w gimnastyce sportowej. Odbyły się w dniach 10 – 14 kwietnia 2019 roku w Netto Arenie w Szczecinie. Rozegrane zostały 12 konkurencji.
Były to trzecie mistrzostwa Europy, które zostały rozegrane w Polsce. W 1959 roku zawody kobiet gościł Kraków, a dziesięć lat później w Warszawie zorganizowano zawody mężczyzn.
Mistrzostwa były ostatnią kwalifikacją do drugich igrzysk europejskich w Mińsku. Kwalifikacje uzyskały kraje zajmujące do 18. miejsca w wieloboju oraz miejsca 1–3 na poszczególnych przyrządach.

## Program
| Data        | Wydarzenie   | Konkurencje |
| ----------- | ------------ | --- |
| 10 kwietnia | Kwalifikacje | – |
| 11 kwietnia | Kwalifikacje | – |
| 12 kwietnia | Finały       | Wieloboje mężczyzn i kobiet |
| 13 kwietnia | Finały       | Mężczyźni: Ćwiczenia wolne Ćwiczenia na koniu z łękami Ćwiczenia na kółkach Kobiety: Skok Ćwiczenia na poręczach asymetrycznych |
| 14 kwietnia | Finały       | Mężczyźni: Skok Ćwiczenia na poręczach Ćwiczenia na drążku mężczyzn Kobiety: Ćwiczenia na równoważni Ćwiczenia wolne            |

## Reprezentacje biorące udział
Do zawodów mogło zgłosić się 309 zawodników (183 mężczyzn i 124 kobiet). Ostatecznie zostało zgłoszonych 275 zawodników (166 mężczyzn i 109 kobiet) z 39 państw.
| Reprezentacja   | M   | K   | Razem |
| --------------- | --- | --- | ----- |
| Albania         | 1   | 0   | 1     |
| Armenia         | 6   | 0   | 6     |
| Austria         | 2   | 1   | 3     |
| Azerbejdżan     | 3   | 1   | 4     |
| Belgia          | 5   | 4   | 9     |
| Białoruś        | 5   | 4   | 9     |
| Bułgaria        | 3   | 2   | 5     |
| Chorwacja       | 6   | 3   | 9     |
| Cypr            | 2   | 2   | 4     |
| Czechy          | 2   | 3   | 5     |
| Dania           | 6   | 2   | 8     |
| Finlandia       | 6   | 4   | 10    |
| Francja         | 6   | 4   | 10    |
| Grecja          | 5   | 3   | 8     |
| Gruzja          | 3   | 1   | 4     |
| Hiszpania       | 6   | 4   | 10    |
| Holandia        | 6   | 3   | 9     |
| Irlandia        | 2   | 4   | 6     |
| Islandia        | 2   | 4   | 6     |
| Izrael          | 6   | 1   | 7     |
| Litwa           | 3   | 1   | 4     |
| Luksemburg      | 0   | 1   | 1     |
| Łotwa           | 2   | 4   | 6     |
| Niemcy          | 6   | 4   | 10    |
| Norwegia        | 4   | 2   | 6     |
| Polska          | 6   | 3   | 9     |
| Portugalia      | 4   | 4   | 8     |
| Rosja           | 6   | 4   | 10    |
| Rumunia         | 5   | 3   | 8     |
| Serbia          | 4   | 0   | 4     |
| Słowacja        | 1   | 2   | 3     |
| Słowenia        | 3   | 3   | 6     |
| Szwajcaria      | 6   | 4   | 10    |
| Szwecja         | 5   | 4   | 9     |
| Turcja          | 6   | 4   | 10    |
| Ukraina         | 6   | 4   | 10    |
| Wielka Brytania | 6   | 4   | 10    |
| Węgry           | 4   | 4   | 8     |
| Włochy          | 6   | 4   | 10    |
| Razem           | 166 | 109 | 375   |

## Medaliści
| Konkurencja                           | Złoto                       | Srebro                      | Brąz                 |        |
| Mężczyźni                             |                             |                             |                      |        |
| Ćwiczenia wolne                       | Artur Dałałojan             | Artem Dolgopiat             | Dmitrij Łankin       | [ 5 ]  |
| Ćwiczenia na koniu z łękami           | Max Whitlock                | Cyril Tommasone             | Władisław Polaszow   | [ 6 ]  |
| Ćwiczenia na kółkach                  | Dienis Ablazin              | Marco Lodadio               | Wahagn Dawtian       | [ 7 ]  |
| Skok                                  | Dienis Ablazin              | [Andriej Miedwiediew        | Artur Dałałojan      | [ 8 ]  |
| Ćwiczenia na poręczach                | Nikita Nagorny              | Petro Pachniuk              | Ferhat Arıcan        | [ 9 ]  |
| Ćwiczenia na drążku                   | Epke Zonderland             | Tin Srbić                   | Artur Dałałojan      | [ 10 ] |
| Wielobój                              | Nikita Nagorny              | Artur Dałałojan             | Marios Georgiou      | [ 11 ] |
| Kobiety                               |                             |                             |                      |        |
| Skok                                  | Marija Pasieka              | Coline Devillard            | Elissa Downie        | [ 12 ] |
| Ćwiczenia na poręczach asymetrycznych | Anastasija Iliankowa        | Angielina Mielnikowa        | Alice D’Amato        | [ 13 ] |
| Ćwiczenia na równoważni               | Alice Kinsella              | Mélanie de Jesus dos Santos | Lorette Charpy       | [ 14 ] |
| Ćwiczenia wolne                       | Mélanie de Jesus dos Santos | Eythora Thorsdottir         | Angielina Mielnikowa | [ 15 ] |
| Wielobój                              | Mélanie de Jesus dos Santos | Elissa Downie               | Angielina Mielnikowa | [ 16 ] |

## Klasyfikacja medalowa
| Pozycja | Reprezentacja   | Złoto | Srebro | Brąz | Razem |
| 1.      | Rosja           | 7     | 2      | 6    | 15    |
| 2.      | Francja         | 2     | 3      | 1    | 6     |
| 3.      | Wielka Brytania | 2     | 1      | 1    | 4     |
| 4.      | Holandia        | 1     | 1      | 0    | 2     |
| 5.      | Izrael          | 0     | 2      | 0    | 2     |
| 6.      | Włochy          | 0     | 1      | 1    | 2     |
| 7.      | Chorwacja       | 0     | 1      | 0    | 1     |
| 7.      | Ukraina         | 0     | 1      | 0    | 1     |
| 9.      | Armenia         | 0     | 0      | 1    | 1     |
| 9.      | Cypr            | 0     | 0      | 1    | 1     |
| 9.      | Turcja          | 0     | 0      | 1    | 1     |
| Razem   | Razem           | 12    | 12     | 12   | 36    |

## Reprezentacja Polski
W zawodach wzięło udział ośmioro polskich gimnastyków. Początkowo miało wystąpić dziewięcioro, lecz Wiktoria Łopuszańska nie dostała zgody lekarzy na start z powodu wracającej kontuzji. Podczas oficjalnego treningu Dawid Węglarz uległ poważnemu wypadkowi, upadając na głowę podczas próby skoku. Szczegółowe badania w szpitalu nie wykazały poważnych urazów, ale nie wystąpił już na tych mistrzostwach.
Żadnemu z nich nie udało się awansować do finałów. Najbliżej była Gabriela Janik w wieloboju, która została drugą rezerwową zawodniczką.
Skład reprezentacji:
- Łukasz Borkowski (AZS-AWFiS Gdańsk)
- Paweł Kaśków (MKS Gdańsk)
- Roman Kulesza (MKS Kusy Szczecin)
- Filip Sasnal (AZS-AWF Kraków)
- Dawid Węglarz (AZS-AWFiS Gdańsk)
- Piotr Wieczorek (AZS-AWFiS Gdańsk)
- Gabriela Janik (CWZS Zawisza KG Bydgoszcz)
- Marta Pihan-Kulesza (MKS Kusy Szczecin)

Kwalifikacje
| Zawodnik         | FX     | FX      | PH     | PH      | SR     | SR      | VT     | VT      | PB     | PB      | HB     | HB      | Wielobój | Wielobój | VT (ind.) | VT (ind.) |
| Zawodnik         | Wynik  | Pozycja | Wynik  | Pozycja | Wynik  | Pozycja | Wynik  | Pozycja | Wynik  | Pozycja | Wynik  | Pozycja | Wynik    | Pozycja  | Wynik     | Pozycja   |
| ---------------- | ------ | ------- | ------ | ------- | ------ | ------- | ------ | ------- | ------ | ------- | ------ | ------- | -------- | -------- | --------- | --------- |
| Łukasz Borkowski | 12,766 | 83.     | 11,466 | 75.     | 12,600 | 58.     | 13,733 | 52.     | 12,800 | 52.     | 13,033 | 49.     | 76,398   | 45.      | 13,466    | 27.       |
| Paweł Kaśków     | 12,100 | 92.     | 10,300 | 96.     | 11,900 | 79.     | 13,633 | 59.     | 12,200 | 70.     | 11,866 | 85.     | 71,999   | 63.      | —         | —         |
| Roman Kulesza    | —      | —       | —      | —       | —      | —       | —      | —       | 12,833 | 51.     | 13,500 | 30.     | —        | —        | —         | —         |
| Filip Sasnal     | 12,100 | 93.     | 11,866 | 62.     | 11,333 | 91.     | 13,033 | 83.     | 12,666 | 55.     | 10,600 | 97.     | 71.598   | 65.      | 12,733    | 31.       |
| Piotr Wieczorek  | 12,400 | 90.     | 12,433 | 46.     | 12,400 | 66.     | —      | —       | —      | —       | —      | —       | —        | —        | —         | —         |

| Zawodniczka         | VT     | VT      | UB     | UB      | BB     | BB      | FX     | FX      | Wielobój | Wielobój | VT (ind.) | VT (ind.) |
| Zawodniczka         | Wynik  | Pozycja | Wynik  | Pozycja | Wynik  | Pozycja | Wynik  | Pozycja | Wynik    | Pozycja  | Wynik     | Pozycja   |
| ------------------- | ------ | ------- | ------ | ------- | ------ | ------- | ------ | ------- | -------- | -------- | --------- | --------- |
| Gabriela Janik      | 13,566 | 24.     | 11,800 | 47.     | 12,800 | 17.     | 11,133 | 67.     | 49,299   | 30.      | 13,583    | 15.       |
| Marta Pihan-Kulesza | 13,233 | 49.     | 10,866 | 66.     | 11,200 | 48.     | 12,933 | 12.     | 48,232   | 39.      | —         | —         |